# Xavier Riddle and the Secret Museum
Xavier Riddle and the Secret Museum je kanadský animovaný televizní seriál vysílaný v letech 2019 na stanici PBS Kids.

## Děj
Série zahrnuje Xavier Riddle s jeho sestrou Yadina Riddle a jejich přítel Brad. V každé epizodě je problém nebo obtíž. Jdou do tajného muzea, cestují do minulosti, sledují, komunikují a poučí se od historických hrdinů. Poté se vrátí do současnosti a jejich zkušenosti využijí k vyřešení problému.

## Obsazení
| Postava       | Originální dabing |
| ------------- | ----------------- |
| Xavier Riddle | Aidan Vissers     |
| Yadina Riddle | Zoe Hatz          |
| Brad Scott    | Wyatt White       |